# SAP30BP
SAP30BP (англ. SAP30 binding protein) – білок, який кодується однойменним геном, розташованим у людей на довгому плечі 17-ї хромосоми. Довжина поліпептидного ланцюга білка становить 308 амінокислот, а молекулярна маса — 33 870.
| 10         |  | 20         |  | 30         |  | 40         |  | 50         |
| ---------- |  | ---------- |  | ---------- |  | ---------- |  | ---------- |
| MAGKKNVLSS |  | LAVYAEDSEP |  | ESDGEAGIEA |  | VGSAAEEKGG |  | LVSDAYGEDD |
| FSRLGGDEDG |  | YEEEEDENSR |  | QSEDDDSETE |  | KPEADDPKDN |  | TEAEKRDPQE |
| LVASFSERVR |  | NMSPDEIKIP |  | PEPPGRCSNH |  | LQDKIQKLYE |  | RKIKEGMDMN |
| YIIQRKKEFR |  | NPSIYEKLIQ |  | FCAIDELGTN |  | YPKDMFDPHG |  | WSEDSYYEAL |
| AKAQKIEMDK |  | LEKAKKERTK |  | IEFVTGTKKG |  | TTTNATSTTT |  | TTASTAVADA |
| QKRKSKWDSA |  | IPVTTIAQPT |  | ILTTTATLPA |  | VVTVTTSASG |  | SKTTVISAVG |
| TIVKKAKQ   |  |            |  |            |  |            |  |            |

A: Аланін

C: Цистеїн

D: Аспарагінова кислота

E: Глутамінова кислота

F: Фенілаланін

G: Гліцин

H: Гістидин

I: Ізолейцин

K: Лізин

L: Лейцин

M: Метіонін

N: Аспарагін

P: Пролін

Q: Глутамін

R: Аргінін

S: Серин

T: Треонін

V: Валін

W: Триптофан

Кодований геном білок за функціями належить до репресорів, фосфопротеїнів. 
Задіяний у таких біологічних процесах, як апоптоз, транскрипція, регуляція транскрипції, альтернативний сплайсинг. 
Локалізований у ядрі.